# Ефремовка (Харьковская область)
Ефре́мовка (укр. Єфре́мівка) — село, Алексеевской сельской общины (Лозовский район, Харьковская область), Украина.
Код КОАТУУ — 6324583501. Население по переписи 2001 года составляет 325 (144/181 м/ж) человек.

## Географическое положение
Село Ефремовка находится недалеко от истоков реки Орель, ниже по течению на расстоянии в 2 км расположено село Новая Семеновка.
К селу примыкает село Семеновка.

## История
- 1723 — дата основания.
- 1731 — уже известна как слобода Ефремовка в верховьях речки Орели под названием крепости «Тройчатый буерак» Старо-Украинской линии.
- 1731 — императрица российская Анна Иоановна переименовала её в крепость Ефремовскую. В Ефремовской крепости, включая ближайшие редуты, насчитывалось 400 ландмилиционеров и гренадерская полурота.
- 1821 — первые сведения о строящейся церкви, когда в апреле месяце попечитель постройки однодворец Самойло Плотников попросил губернатора освободить селение от проходящих команд, чтобы закончить постройку храма.
- 18 февраля 1943 года фашисты, отступая, согнали в церковь 240 местных жителей и подожгли её. За два дня по приказу Курта Мейера фашистами были полностью сожжены все жилые дома и расстреляны оставшиеся ефремовчане.

## Экономика
- Фермерское хозяйство «Визирь».

## Объекты социальной сферы
- Школа.

## Достопримечательности
- Братская могила советских воинов.
- Мемориальный комплекс в память о мирных местных жителях и воинах, павших в годы Великой Отечественной войны.
- Церковь Димитрия Солунского.
- Остатки Ефремовской крепости Украинской линии.